# Endeavour Energy
Endeavour Energy est une entreprise australienne de gestion de réseau électrique. Elle est notamment présente dans l'État de la Nouvelle-Galles du Sud. Elle a été créée en 2011, à partir d'Integral Energy.

## Histoire
En mai 2017, Endeavour Energy qui a été jusque-là détenue par l'État de la Nouvelle-Galles du Sud, est vendue à un consortium mené par le fonds d'investissement Macquarie Group pour 5,61 milliards de dollars. L'État garde cependant une participation minoritaire.